# Убийство Вильгельма фон Мирбаха
Убийство германского посла в Советской России Вильгельма фон Мирбаха произошло 6 июля 1918 года в Москве.

## Развитие событий
В своём заседании от 24 июня ЦК ПЛСР-интернационалистов, обсудив настоящее политическое положение Республики, нашёл, что в интересах русской и международной революции необходимо в самый короткий срок положить конец так называемой передышке, создавшейся благодаря ратификации большевистским правительством Брестского мира. В этих целях Центральный Комитет партии считает возможным и целесообразным организовать ряд террористических актов в отношении виднейших представителей германского империализма; одновременно с этим ЦК партии постановил организовать для проведения своего решения мобилизацию надёжных военных сил и приложить все меры к тому, чтобы трудовое крестьянство и рабочий класс примкнули к восстанию и активно поддержали партию в этом выступлении. С этой целью к террористическим актам приурочить объявление в газетах участие нашей партии в украинских событиях последнего времени, как то: агитацию крушений и взрыв оружейных арсеналов.
На следующий день после открытия Съезда — 6 июля, двое левых эсеров, сотрудники ВЧК Яков Блюмкин и Николай Андреев, предъявив мандаты ВЧК, прошли в германское посольство в Москве. Около 14:50 их принял немецкий посол Мирбах, при беседе также присутствовали советник посольства Рицлер и переводчик лейтенант Мюллер.
Как утверждает сам Блюмкин в своих воспоминаниях, он получил соответствующий приказ от Спиридоновой 4 июля. Как указывает Ричард Пайпс, день восстания 6 июля (по новому стилю) был выбран в том числе потому, что на этот день приходился латышский национальный праздник Иванов день (22 июня по старому стилю), что должно было нейтрализовать наиболее лояльные большевикам латышские части.
В ходе беседы Андреев застрелил германского посла графа Вильгельма фон Мирбаха. Затем Блюмкин и Андреев выбежали из посольства и скрылись на ждавшем их автомобиле, после чего скрылись в штабе отряда ВЧК под командованием левого эсера Дмитрия Попова, размещавшемся в центре Москвы (Трёхсвятительский переулок).
Террористы совершили множество ошибок: на месте происшествия они забыли портфель с удостоверениями на имя Блюмкина и Андреева, кроме того, остались в живых свидетели убийства Рицлер и Мюллер. Кроме того, в суматохе они даже оставили в посольстве свои шапки.
Незадолго до своей гибели, 25 июня 1918 года Мирбах сообщает своему начальнику, статс-секретарю МИД Германии Кюльману о глубоком политическом кризисе большевистского правительства: «Сегодня, после более чем 2-месячного внимательного наблюдения, я не могу более поставить благоприятного диагноза большевизму: мы, бесспорно, находимся у постели тяжелобольного; и хотя возможны моменты кажущегося улучшения, но в конечном счете он обречен». В мае он телеграфировал в Берлин о том, что «Антанта предположительно тратит огромные суммы, чтобы привести к власти правое крыло партии эсеров и возобновить войну…Матросы на кораблях…вероятно, полностью подкуплены, также как и бывший Преображенский полк, запасы оружия…с оружейного завода в руках социал-революционеров». Германский дипломат Карл фон Ботмер также свидетельствовал, что германское посольство, начиная с середины июня 1918 года, неоднократно получало угрозы, которые «большевистская служба безопасности» расследовала, но безуспешно.
30 июля левый эсер Донской Б. М. ликвидировал в Киеве командующего оккупационными войсками генерала Эйхгорна.
Лидер левых эсеров Мария Спиридонова отправляется на V Съезд Советов, где объявляет, что «русский народ свободен от Мирбаха», и, вскочив на стол, начинает кричать «Эй, вы, слушай, Земля, эй, вы, слушай, земля!».

## В культуре
В 1968 году на тему происшедших событий был снят фильм «Шестое июля».